# Transportkorps Speer
Transportkorps Speer (TKS lub Transportstandarte Speer, pol. „Korpusy transportowe Speer”) – dział transportu w III Rzeszy założony z inicjatywy architekta Alberta Speera i będący częścią Narodowo-Socjalistycznego Korpusu Motorowego. Oddział ten powstał w 1937 roku z przetworzenia innego działu transportu o nazwie Transportbrigade Todt. W 1942 roku, Transportkorps Speer stał się największą organizacją transportową w nazistowskich Niemczech.
Dział ten został założony w celu transportowania materiałów budowlanych drogą lądową do Berlina przy budowie obiektu o nazwie „Welthauptstadt Germania”. Następnie dział ten zajmował się transportem uzbrojenia dla jednostek sił powietrznych Luftwaffe.
Dział ten odpowiedzialny był również za transport dzieł sztuki (obrazów, rzeźb) z krajów okupowanych do Niemiec.
Oprócz standardowego transportu lądowego, dział ten rozrósł się do transportu morskiego (Transportflotte Speer), którego żegluga wspierała inwazję na Danię i Norwegię. Statki tej żeglugi transportowały m.in. granit, którego używano jako materiału budowlanego. Ze względu na „deficyt” osób wyspecjalizowanych w prowadzeniu statków i innych środków transportu morskiego, w niedługim czasie powstał tzw. Legion Speer, w którego skład wchodzili kolaboranci, jeńcy wojenni oraz przymusowi robotnicy, których używano w transporcie lądowym.

## Stopnie w TKS[1][2]
1. Korpskommandant
2. Gruppenkommandant
3. Brigadekommandant
4. Oberstkapitän
5. Oberfeldkapitän
6. Oberstabskapitän
7. Stabskapitän
8. Oberfeldkornett
9. Kornett
10. Stabsfahrmeister
11. Hauptfahrmeister
12. Oberfahrmeister
13. Fahrmeister
14. Unterfahrmeister
15. Hauptkraftfahrer
16. Oberkraftfahrer
17. Kraftfahrer